# Konstantin Zasłonow
Konstantin Siergiejewicz Zasłonow (ros. Константин Сергеевич Заслонов) ps. „Wujek Kostia” (ros. "Дядя Костя"), ur. 25 grudnia 1909?/7 stycznia 1910 w Ostaszkowie, zm. 14 listopada 1942 w okolicach wsi Kupować w rejonie orszańskim) – radziecki kolejarz i partyzant, Bohater Związku Radzieckiego (pośmiertnie w 1943).

## Życiorys
W 1930 skończył zawodową szkołę techniczną w Wielkich Łukach, później pracował w parowozowni w Witebsku jako ślusarz, pomocnik maszynisty, maszynista i majster. Po ataku Niemiec na ZSRR ewakuował się do Moskwy, jednak później na osobistą prośbę wraz z grupą kolejarzy został skierowany na tyły wroga; linię frontu przekroczył 1 października 1941. Pracował w Orszy, gdzie wraz z innymi działaczami radzieckiego podziemia przygotowywał "węglowe" miny do wysadzania transportów kolejowych. Wraz ze wspólnikami wysadził wiele niemieckich pociągów. W marcu 1942, zagrożony aresztowaniem, wraz z 40 innymi radzieckimi działaczami opuścił Orszę, zakładając oddział partyzancki, który w lipcu 1942 przemianowano na brygadę „Diadi Kostii”; latem i jesienią 1942 brygada ta prowadziła aktywną działalność w rejonie Witebska, Orszy i Smoleńska. W październiku 1942 Zasłonow został dowódcą wszystkich sił partyzanckich strefy orszańskiej. Zginął w jednej z walk z Niemcami. W Orszy i Ostaszkowie ustawiono jego pomniki, a w Orszy i Mińsku jego popiersia. Jego imieniem nazwano technikum w Wielkich Łukach, Kolej Dziecięcą w Mińsku, stocznię i ulice w Witebsku, Orszy, Homlu, Grodnie, Kijowie, Mińsku, Chabarowsku, Ufie i wielu innych.

## Odznaczenia
- Złota Gwiazda Bohatera Związku Radzieckiego - 7 marca 1943 (pośmiertnie)[1]
- Order Lenina (dwukrotnie) -  5 września 1942 i 7 marca 1943 (pośmiertnie)
- Medal „Za pracowniczą wybitność” - 3 listopada 1939